# Taringa halgerda
Taringa halgerda Gosliner & Behrens, 1998 è un mollusco nudibranchio della famiglia Discodorididae.

## Descrizione
Corpo di colore bianco, con piccole escrescenze gialle lungo la zona centrale. Ciuffo branchiale ramificato, bianco traslucido e con linee nere. Rinofori neri. Fino a 35 millimetri.

## Distribuzione e habitat
Oceano Pacifico orientale.